# Staatliche Feuerwehrschule Geretsried
Die Staatliche Feuerwehrschule Geretsried (SFSG) befindet sich in der oberbayerischen Stadt Geretsried im Landkreis Bad Tölz-Wolfratshausen. Die Landesfeuerwehrschule wurde am 1. Juli 1995 als letzte der drei staatlichen Feuerwehrschulen in Bayern eröffnet und ging unter anderem aus der Landesausbildungsstätte Bayern für den Luftschutzhilfsdienst (LSHD, gegründet 1959) hervor. Sie ist eine dem Bayerischen Staatsministerium des Inneren unmittelbar nachgeordnete Behörde.

## Geschichte
Auch vor der Gründung der Staatlichen Feuerwehrschule Geretsried war der Standort schon eine Ausbildungsstätte zum Schutz der Bevölkerung in Bayern und kann daher auf eine bewegte Geschichte zurückblicken.

### Landesausbildungsstätte Bayern für den Luftschutzhilfsdienst
Am 1. April 1959 wurde die Errichtung der Landesausbildungsstätte Bayern für den Luftschutzhilfsdienst mit Standort Geretsried gemäß dem Erlass des Bayerischen Staatsministeriums des Inneren und aufgrund des Ersten Gesetzes über Maßnahmen zum Schutz der Zivilbevölkerung beschlossen.
Der Lehrbetrieb begann am 20. April 1959 und umfasste die Ausbildung von Freiwilligen für den Aufbau eines örtlichen und überörtlichen Luftschutzhilfsdienstes. Der Standort war zunächst ein Provisorium und wurde durch das Bayerische Rote Kreuz betrieben.
Am 22. Dezember 1964 wurden weitere Flächen in Geretsried erworben für den Neubau der Schule. Der Planungsauftrag zur Errichtung des Neubaus wurde aber erst am 23. September 1969 erteilt.
Zum Ende des Jahres 1969 wurde die Landesausbildungsstätte Bayern für den Luftschutzhilfsdienst umbenannt zur Katastrophenschutzschule Bayern.

### Katastrophenschutzschule Bayern
Am 1. Januar 1970 nahm die Katastrophenschutzschule Bayern ihren Dienst auf. Sie ging aus der Landesausbildungsstätte Bayern für den Luftschutzhilfsdienst hervor. Anders als bei der Vorgängerin wurde die Schule nicht mehr durch das Bayerische Rote Kreuz betrieben.
Der Bau-Vorbescheid über die Errichtung der Schule wurde am 16. September 1970 erteilt und Baubeginn war dann endlich am 29. Mai 1974. Die Leitung des Baues hatte das Finanzbauamt Rosenheim. Die ersten Gebäude wurden am 18. Dezember 1975 übergeben, als letztes kam das Übungsgelände im Herbst 1977 dazu.
Auf dem Gelände befand sich auch die Landesschule Bayern des Bundesverbandes für den Selbstschutz. Beide Schulen nahmen am 29. März 1976 ihren Schulbetrieb auf. Am 6. Februar 1984 wurde der 40.000. Lehrgangsteilnehmer begrüßt und nur 5 Jahre später waren es schon 50.000 Lehrgangsteilnehmer.
Am 7. November 1989 wurde der Lehrbetrieb für einige Zeit eingestellt und DDR-Flüchtlinge wurden für 10 Tage auf dem Gelände untergebracht.
Aufgrund des Neukonzeptes des Bundes wurde die Katastrophenschutzschule zum 30. Juni 1995 nach 36 Jahren Dienst aufgelöst und durch die Staatliche Feuerwehrschule Geretsried ersetzt.

### Staatliche Feuerwehrschule Bayern

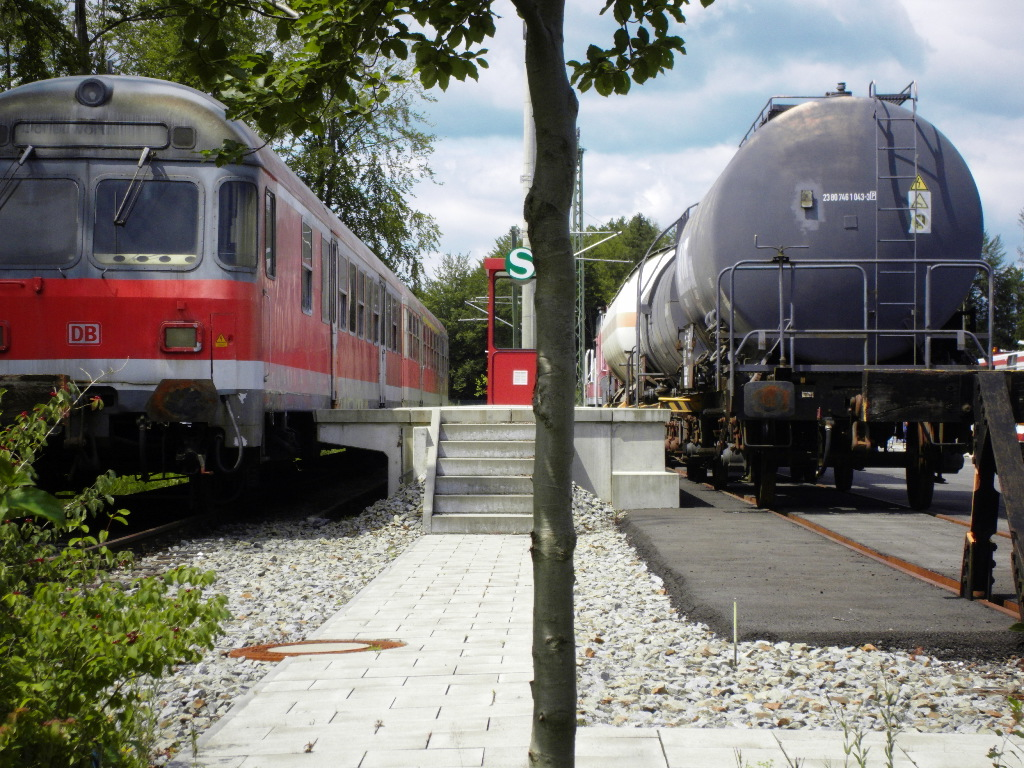
Bahnsteig mit Personen- und Güterwaggons

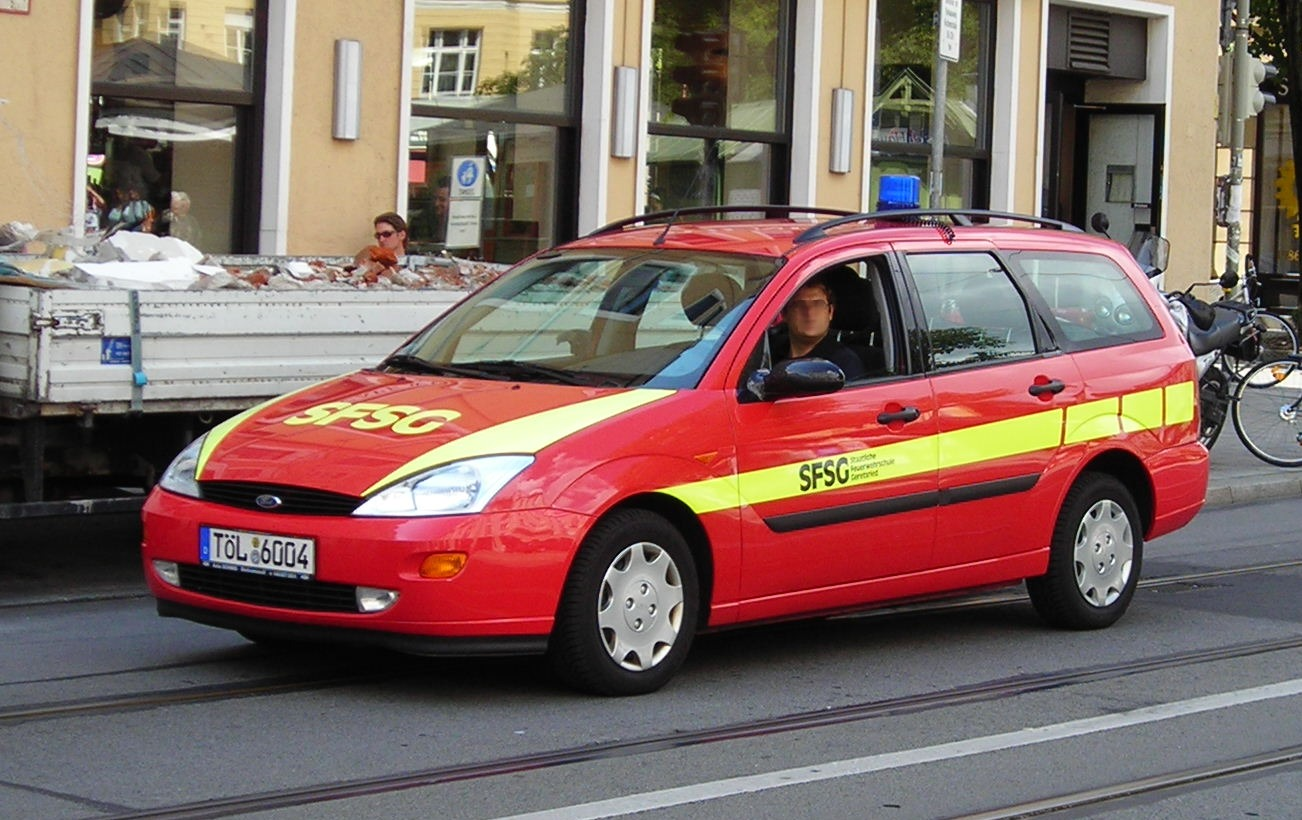
Einsatzfahrzeug (PKW)

Die staatliche Feuerwehrschule Geretsried wurde in ihrer heutigen Form am 1. Juli 1995 gegründet und nahm am 11. September 1995 den Lehrbetrieb auf. Die Einweihung der Schule fand aber erst am 29. November durch den Ministerpräsidenten Dr. Edmund Stoiber statt.
Am 11. November 1999 wurde das Richtfest für einen Anbau am Unterkunftsgebäude gefeiert. Die Unterkunft wurde um 16 Doppelzimmer und Fernsehräume erweitert. Im darauf folgenden Jahr ging es auch schon weiter mit Umbauarbeiten auf dem Gelände. Am 5. Juni 2000 war der 1. Spatenstich für weitere Erweiterungs- und Umbaumaßnahmen. Ende 2005 wurde auf dem Übungsgelände eine Gasübungsanlage eingeweiht und 2006 folgte eine Lehrleitstelle.

## Aufgaben
Die Aufgaben der Staatlichen Feuerwehrschule Geretsried umfassen:
- die Aus- und Fortbildung
  - im Bereich Brandschutz und Technischer Hilfsdienst der Feuerwehrdienstleistenden der Freiwilligen Feuerwehren, Pflichtfeuerwehren, Werk- und Betriebsfeuerwehren
  - für die besonderen Führungsdienstgrade der Landkreise, kreisfreien Städte und für potentielle verantwortliche Sachverständige im vorbeugenden Brandschutz
  - im Bereich EDV für Feuerwehrdienstleistende, Angehörige der Landratsämter, Angehörige der Regierung und Angehörige erstalarmierender Polizeidienststellen
  - im Bereich Katastrophenschutz für Feuerwehrdienstleistende und andere Helfer im Aufgabenbereich ABC sowie für besondere Führungsdienstgrade und Aufgabenträger der Landkreise und der kreisfreien Städte

- Durchführung des technischen Prüfdienstes nach Nr. 3.1 VollzBekBay FwG[3]
- Planung und Durchführung von Standortschulungen
- Mitwirkung bei der Vorbereitung, Durchführung und Auswertung von Katastrophenschutzübungen
- Unterstützung bei Einsätzen auf Anforderung
- Unterstützung von Ausbildungsveranstaltungen auf Anforderung
- Datenpflege EDV/BASIS für die Module Material- und Geräteverwaltung und Lehrgangsverwaltung
- Mitwirkung bei der Ausarbeitung von Merkblättern und Ausbildungsunterlagen
- Mitarbeit in regionalen und überregionalen Arbeitskreisen
- Stellungnahmen zu Vorschriftenentwürfen aller Art
- Mitwirkung bei der Erprobung von Ausrüstungs- und Ausstattungsgegenständen.

## Lehrgänge
Es werden Lehrgänge in den Bereichen:
- Brandschutz
- Technik
- Umweltschutz
- Ausbildung QE 3 (ehemals gehobener feuerwehrtechnischer Dienst)
- Katastrophenschutz
- Menschenführung
- Integrierte Leitstellen
- Digitalfunk

angeboten.

## Organisation

### Schulleiter
Aktueller Schulleiter ist Leitender Branddirektor René Mühlberger.

### Stab Schulleitung
Der Stab Schulleitung ist u. a. für die allgemeinen Verwaltungsaufgaben zuständig.

### Abteilung I – Brandschutz und Ausbildung
Die Abteilung I umfasst die Fachbereiche Brandschutz I und II, Ausbilden und Sonderausbildung.

### Abteilung II – Technische Hilfe und Umweltschutz
Die Abteilung II umfasst die Fachbereiche Technische Hilfe, Technik und Umweltschutz.

### Abteilung III – Integrierte Leitstelle und Information und Kommunikation
Die Abteilung III umfasst die Fachbereiche Ausbildung Integrierte Leitstelle, Fortbildung Integrierte Leitstelle, Information und Kommunikation (IuK) und den Fachbereich IT.

### Abteilung IV – Katastrophenschutz und PSNV
Die Abteilung IV umfasst die Fachbereiche Katastrophenschutz, Menschenführung und PSNV, Krisenmanagement und den Servicebereich Lehre.

### Abteilung Z – Zentrale Dienste
Die Abteilung Z umfasst die Servicebereiche Inter Verwaltung, Lehrgangsverwaltung, Hauswirtschaft und Gastro.

## Bunker
Auf dem Gelände der Feuerwehrschule befand sich ab 1976 der Ausweichsitz der bayerischen Staatsregierung. 1992 wurde die Bunkeranlage stillgelegt und wird heute als Archivraum genutzt.